# جواو بيريس (لاعب كرة قدم)
جواو بيريس هو لاعب كرة قدم برتغالي في مركز نصف الجناح، ولد في 19 نوفمبر 1970 في كاشكايش في البرتغال. شارك مع منتخب البرتغال تحت 16 سنة لكرة القدم ومنتخب البرتغال تحت 21 سنة لكرة القدم. أما مع النوادي، فقد لعب مع ألفيركا وإستريلا دا أمادورا وإشتوريل برايا ونادي أكاديميكا كويمبرا ونادي بنفيكا.

## وصلات خارجية
- جواو بيريس (لاعب كرة قدم) على موقع قاعدة بيانات كرة القدم.إي يو (الإنجليزية)